# صوفية صادق
صوفية صادق، (1963 -) هي مغنية تونسية من جيل الصحوة الفنية ببداية التسعينات.

## حياته ونشأته ومسيرته
ولدت سنة 1963. صعدت على ركح قرطاج عدة مرات. سافرت إلى القاهرة وأقامت بها بعض السنوات. اشتهرت بأغانيها الوطنية. من أبرز أغانيها: «ميهمنيش» و«نموت عليك» و«بتحلى الليالي».متزوجة من سامي التميمي ولها ابنة اسمها خديجة انجبتها بعد طول انتظار 11سنة